# Тамара Пантић
Тамара Пантић (Ваљево, 1985) српска је ликовна уметница млађе генерације.
У Ваљеву је завршила основну школу и гимназију. Дипломирала је 2010. године на Факултету ликовних уметности у Београду, одсек сликарство. I и II годину у класи професора Димитрија Пецића, III, IV и V годину у класи професора Гордана Николића. Завршила мастер студије на Академији Српске православне цркве за уметности и консервацију у Београду, одсек мозаик.
О њеном раду писано је у књизи  „Историја уметности у Србији XX век”, први том радикалне уметничке праксе, аутора пројекта и уредника књиге Мишка Шуваковића, у издању Оrion Art Београд, 2010.
Члан је УЛУС-а од 2013. године. Живи и ради у Ваљеву.

## Самосталне изложбе
- Самостална изложба слика, Галерија „34”, Ваљево, 2007.
- „Егзистенционални врисак”, Галерија за проучавање културног развитка Републике Србије, Београд, 2011.
- Пета изложба Аrt Мarketa „12 соба-12 уметника”, Музеј Краља Петра , Београд, 2011.[2]
- „Егзистенционални врисак”, Галерија Центра за културу Рибница, Краљево, 2012.
- „1+1+1”, Галерија „Силос”, Ваљево, 2012.
- „Слике”, Центар за културу, Ваљево, 2013.
- „Слике”, Галерија „LA VISTA”, Нови Сад, 2015.
- „”,  , Париз, 2015.
- „Постојања и далеке страже”, Галерија SULUJ, Београд, 2016.

## Изложбе и перформанси
- Галерија авангарде „Гима”, Ваљево 2004.
- „Мапа Ваљевских Гени(ја)”, Галерија „34”, Ваљево, 2005.
- „Уметност уживо”, Ноћ музеја у Ваљеву, 2007.
- Изложба вечерњег акта, Галерија ФЛУ, Београд, 2007.
- „Рома и ученици”, Галерија „34”, Ваљево, 2007.
- Изложба малих цртежа студената ФЛУ, Дом омладине, Београд, 2007.
- Изложба малих цртежа студената ФЛУ, Дом омладине, Београд, 2008.
- Изложба цртежа, Гете институт, Београд, 2008.
- „1/1”, Галерија “Контекст”, Београд, 2008.
- „Дивчибаре”, Народни Музеј, Ваљево, 2008.
- „Пролећна изложба”, Цвијета Зузорић, Београд, 2009.
- Фестивал „Раскршће”, Међународна изложба –“Мед и крв”, Ваљево, 2009.
- „Изложба младих 2010”, Niš Art Foundation,  Београд 2010.
- „Изложба Ваљевских Уметника”, Галерија Дома омладине, Ваљево 2010.
- , Музеј Краља Петра , Београд, 2010.
- t, Музеј Краља Петра , Београд, 2011.
- Уметност уживо- Аrt Документи 1, Центар за културу, Ваљево, 2011.
- „” - Широка стаза, Галерија СКЦ Нови Београд, 2011.
- Уметност уживо-Аrt Документи 2, Центар за културу, Ваљево, 2011.
- Документи 3, Ноћ музеја, Река Колубара, Ваљево, 2011.
- „Изложба Аrt докумената” ,Галерија Центра за културу ,Ваљево, 2011.
- Изложба „1%” (Херменаутика), Галерија Центра за културу , Ваљево, 2011
- „Прозори Београда” - Широка стаза, Галерија „Магацин”, Београд, 2011.
- „Два госта доста”, Галерија Центра за културу Ваљево, Ваљево, 2012.
- Изложба цртежа и мале пластике, Галерија „Силос”, Ваљево, 2012.
- „РеФЕСТанимација”, изложба на отвореном, кеј реке Колубаре, Ваљево, 2012 .
- „РеФЕСТанимацијa”,Центар за кутуру, Ваљево, 2012.
- Изложба нових чланова УЛУС-а, Павиљон Цвијета Зузорић, Београд, 2013.
- Изложба мозаика, Храм Светог Саве, Београд, 2013.
- „Паралеле”, Центар за културу Ваљево, Ваљево, 2014.
- „Мартовски салон 2014”, Галерија Центра за културу Раковица, Београд, 2014.
- „Гробови наших потомака”, Дивино стовариште, Ваљево, 2016.

## Резиденционални програми
- Изабрана да учествује у резиденционалном програму GLO’ART (GLOBAL ART CENTER) у Белгији, 2015.[3]
- Студиски боравила у Cité Internationale des Arts у Паризу, 2015.[4]

## Награде и признања
- Добитница наградне стипендије ЕФГ банке за најперспективнијег уметника/уметницу за 2010 годину,
- Лидер неформалне омладинске групе „Ентузијазмо”,
- Лидер неформалне уметничке групе „Enter”.